# 相馬 (弘前市)
相馬（そうま）は、青森県弘前市の大字。旧中津軽郡相馬村大字相馬。郵便番号は036-1515。

## 地理
当地の西部を青森県道129号関ケ平五代線が縦貫し、相馬川が流れる。北は大助、東は水木在家、南は藍内、南から西北にかけて沢田に接する。

### 小字
小字として一丁木・鴫ケ沢・夏川・西牡丹・坂野脇・八反田・羽根山・東牡丹坂・箆九枚・松ノ木・向山・薬師平・薬師堂下・山田・竜ケ平がある。

## 歴史

### 沿革
- 1889年（明治22年） - 相馬村の大字になる。
- 1891年（明治24年） - 人口552で、戸数94、厩40、学校1。
- 2006年（平成18年） - 弘前市への合併とともに弘前市の大字になる。

## 世帯数と人口
2017年（平成29年）6月1日現在の世帯数と人口は以下の通りである。
| 大字             | 世帯数  | 人口  |
| ---------------- | ------- | ----- |
| 相馬（小字全域） | 159世帯 | 442人 |

## 施設

### 教育
- 相馬保育所

### 農協
- JA相馬村相馬支所

### 公共
- 弘前郵便局相馬支局

## 小・中学校の学区
市立小・中学校に通う場合、学区は以下の通りとなる。
| 大字 | 番・番地 | 小学校             | 中学校             |
| ---- | -------- | ------------------ | ------------------ |
| 相馬 | 全域     | 弘前市立相馬小学校 | 弘前市立相馬中学校 |

## 交通
- 弘南バス
  - 相馬入口、相馬、下桐の木沢、中桐の木沢、上桐の木沢（弘前 - 相馬・藍内線）停留所。